# NGC 2802
NGC 2802 este o galaxie lenticulară situată în constelația Racul. A fost descoperită în 21 martie 1784 de către William Herschel. Se află la o distanță de 124,49 de megaparseci de Pământ.